# Edgar Meyer
Edgar Meyer (Oak Ridge, 24 novembre 1960) è un contrabbassista e compositore statunitense.
Nella sua carriera ha lavorato come musicista in svariate formazioni cameristiche, come compositore e arrangiatore e ha collaborato o collabora tuttora con musicisti di primo piano a livello internazionale, quali Joshua Bell, Yo-Yo Ma, Hilary Hahn, Béla Fleck, Zakir Hussain, Sam Bush, James Taylor, Chris Thile, Mike Marshall, Mark O'Connor, Alison Krauss, Mary Chapin Carpenter ed il trio Nickel Creek.

## Biografia
Meyer è cresciuto a Oak Ridge, nel Tennessee. Ha imparato a suonare il contrabbasso da suo padre, che dirigeva le orchestre delle scuole pubbliche locali. Meyer ha poi studiato con Stuart Sankey presso la Indiana University.
Meyer è noto per il suo virtuosismo su uno strumento tecnicamente impegnativo quale il contrabbasso. Come altri grandi contrabbassisti prima di lui, si è cimentato nell'esecuzione di musiche originariamente composte per altri strumenti, come le suite per violoncello solo di Johann Sebastian Bach. Meyer ha scritto anche musiche originali per il suo strumento, tra le quali due concerti per contrabbasso, un quintetto per archi, un concerto doppio per contrabbasso e violoncello. Tra le sue composizioni più importanti rientra anche un concerto per violino e orchestra, scritto espressamente per Hilary Hahn.
Nel 2000 Meyer ha vinto il Avery Fisher Prize, mentre nel 2002 è stato nominato MacArthur Fellow. L'album Appalachia Waltz, prodotto con Yo-Yo Ma e Mark O'Connor, è rimasto in cima alle classifiche statunitensi per 16 settimane. Un'altra collaborazione con i suddetti artisti, per Appalachian Journey, gli ha valso un Grammy Award per il miglior album classico crossover
Nel 2002 il brano di Debussy: "Doctor Gradus ad Parnassum" dell'album Perpetual Motion eseguito da Joshua Bell con Béla Fleck & Gary Hoffmann fa vincere il Grammy Award for Best Instrumental Arrangement a Fleck & Meyer.
Nell'album intitolato Edgar Meyer (2006), il compositore si esibisce da solo suonando una serie di strumenti, tra i quali violino, mandolino, banjo, chitarra, viola da gamba e chitarra resofonica.
Meyer è professore aggiunto associato di contrabbasso alla Blair School of Music presso l'università Vanderbilt, così come al Curtis Institute of Music

## Discografia
- Unfolding (1986)
- Work in Progress (1990)
- Skip, Hop, and Wobble (1993, con Jerry Douglas e Russ Barenberg)
- Dreams of Flight (1996)
- Schubert: Quintetto, Op. 114 "La trota" (1996, con Emanuel Ax, Pamela Frank, Rebeca Young e Yo-Yo Ma)
- Appalachia Waltz (1996, con Yo-Yo Ma e Mark O'Connor), Sony
- Uncommon Ritual (1997, con Béla Fleck e Mike Marshall)
- Short Trip Home (1999, con Joshua Bell: nominato al Grammy Award)
- Dawg Duos (1999, con David Grisman)
- Bach: Unaccompanied Cello Suites Performed on Double Bass (2000)
- Appalachian Journey (2000, con Yo-Yo Ma e Mark O'Connor, Sony: nel 2001 vince un Grammy Award come migliore album di musica classica crossover e raggiunge la 1ª posizione nella classifica Classical Albums)
- Perpetual Motion (2001, con Béla Fleck, Evelyn Glennie, James Bryan Sutton & John Williams, Sony: nel 2002 vince due (uno come artista ed uno come produttore) Grammy Award come migliore album di musica classica crossover)
- Meyer and Bottesini Concertos (2002)
- B Song (live a Bonnaroo, 2002, con Béla Fleck)
- Music for Two (2004, con Béla Fleck)
- Edgar Meyer (2006)
- Edgar Meyer and Chris Thile (2008, con Chris Thile)
- The Melody of Rhythm - Triple Concerto & Music for Trio (2009, con Béla Fleck e Zakir Hussain)
- The Goat Rodeo Sessions - Yo-Yo Ma, Stuart Duncan, Meyer & Chris Thile, Sony - prima posizione nella classifica Classical Albums e Grammy Award for Best Folk Album 2013